# 이환희 (1998년)
이환희(한국 한자: 李歡喜, 1998년 5월 6일 ~ )은 대한민국의 가수로 보이 그룹 업텐션의 메인보컬을 맡았었다.